# Tzompantli de Tecoac
El tzompantli de Tecóaque, también conocido como el tzompantli de Sultepec es un tzompantli, considerado como la última pieza arqueológica del mundo prehispánico, o la primera pieza de la historia moderna de México, ya que este marca el inicio de la conquista y caída de México-Tenochtitlan. Su origen data en el siglo XVI, y en sus inmediaciones se libró la batalla de Tecóaque, actual municipio de Calpulalpan.  

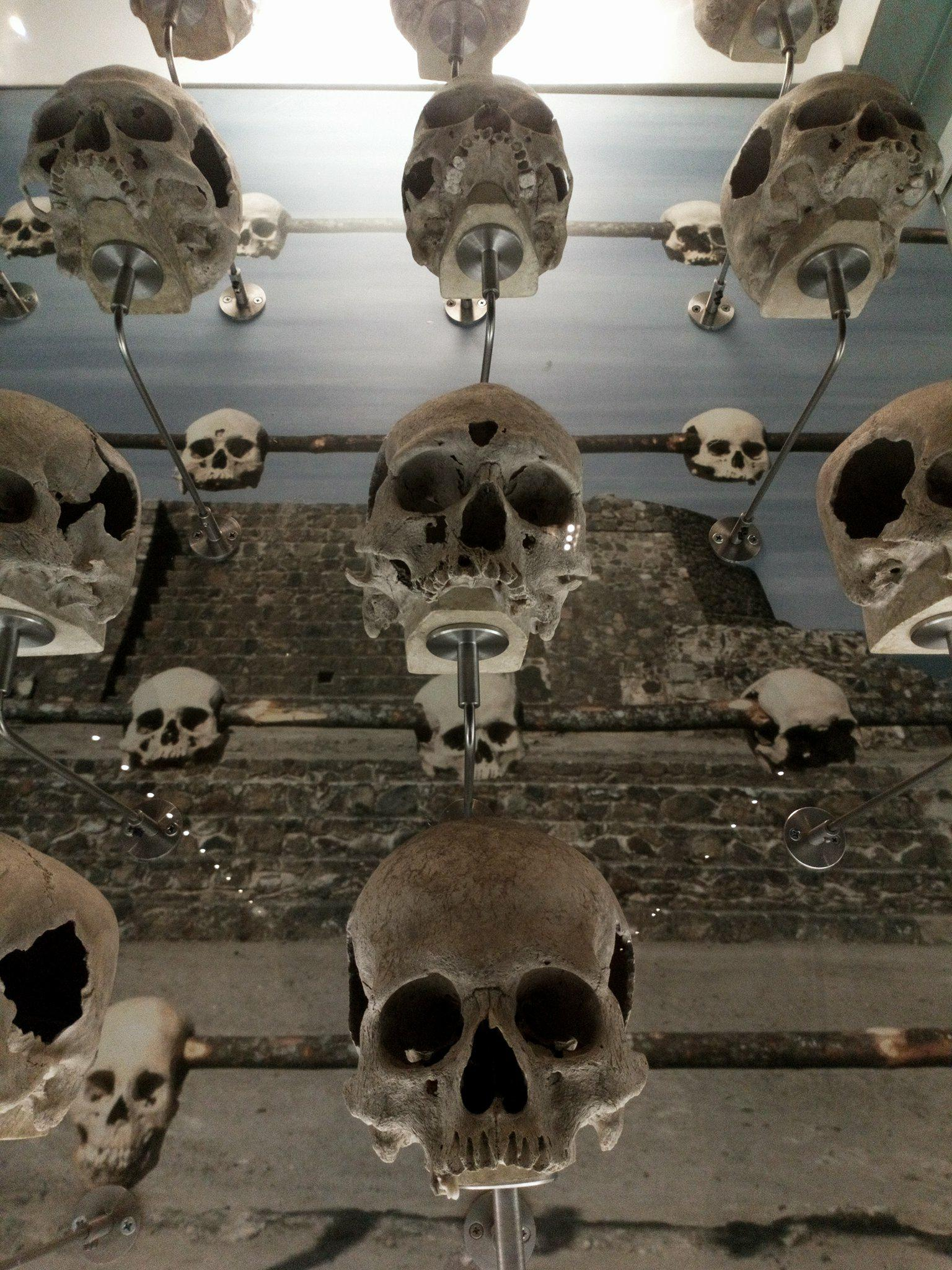
Réplica de Tzompantli de Tecoaque en el Museo Nacional de Historia Castillo de Chapultepec, Ciudad de México.

Los restos corresponden a un grupo de mujeres y niños, sirvientes indígenas y mestizos, esclavos negros y hombres soldados parte de la tropa de Juan Yuste que fueron capturados por los mexicas. Fueron sacrificados y sus restos colocados en honor a Huitzilopochtli. Cada uno de los cráneos representa una estrella de los hermanos de Huitzilopochtli derrotados en la guerra.

## Hechos
Mientras Hernán Cortés entraba en Tenochtitlán y acababa capturando al emperador azteca Moctezuma, Pánfilo de Narváez llegó a México desde Cuba con órdenes de arrestarle. El conquistador dejó Tenochtitlán en manos de Pedro de Alvarado, quien ordenó la masacre de unos mil mexicas que participaban en las fiesta de Toxcatl. Después de lidiar con Narváez, Cortés se preparó para regresar a Tenochtitlán con una fuerza mayor, al haber tomado el control sobre los equipos de Narváez. Pero primero envió una caravana de suministros y gente, entre ellos "mujeres y niños españoles, africanos esclavos y otros sirvientes que llevaban cargas y conducían ganado."
Al enterarse de la masacre perpetrada por Alvarado, Cortés se apresuró a regresar a Tenochtitlán para tratar de sofocar la rebelión provocada por la crueldad española. Sin embargo, al poco de su llegada, él y sus hombres fueron expulsados en la llamada Noche Triste, en la que perecieron casi todos los soldados y caballos que había traído Narváez. Antes de la completa derrota, los españoles mataron a Cacamatzin, rey de la capital acolhua de Texcoco. Mientras, la lenta caravana de suministros que había enviado Cortés atravesó el paso de montaña justo al norte de Iztaccíhuatl, camino de Tenochtitlán. Al poco, guerreros acolhuas cayeron sobre ellos y actuaron como venganza por la muerte de su rey. Los aztecas acolhuas encarcelaron a los integrantes de la caravana y, en el transcurso de seis meses, las varias decenas de españoles y esclavos negros, y cientos de sirvientes indígenas fueron torturados, sacrificados y parcialmente devorados. Los huesos hallados en las investigaciones arqueológicas muestran que unas 550 víctimas sufrieron la extracción ritual del corazón, y los cuerpos a continuación consumidos en parte; los huesos habían sido hervidos y raspados para limpiarlos de carne. Las cabezas fueron colocadas en el tzompantli. El ganado, caballos y mulas también fue ofrendado y consumido, menos los cerdos. A los aztecas les parecieron unos animales tan extraños y sospechosos, que los enterraron enteros, sin comerlos.
"Fue un sacrificio continuo durante seis meses. Mientras los prisioneros escuchaban cómo sacrificaban a sus compañeros, se seleccionaban los siguientes", explicó Enrique Martínez, director de la excavación arqueológica a un periodista de la agencia de noticias Reuters.
Cuando meses más tarde Cortés se enteró de lo ocurrido, cambió el nombre del pueblo de Zoltepec (Montaña de las codornices) a Tecoaque (Comieron gente o Comedores de gente) en náhuatl. Luego envió un batallón a destruirlo.
Una investigación publicada en enero de 2021 encontró que al menos una docena de mujeres y niños fueron masacrados. Los habitantes sabían que se avecinaba un ataque de venganza y montaron obras ofensivas que fracasaron. Los hombres pudieron huir, pero se descubrieron los restos de varias mujeres que protegían a diez niños de cinco y seis años en el centro del pueblo, mutilados dentro de varias habitaciones. Se quemaron los templos y se decapitaron las estatuas.

## Tzompantli
El término náhuatl tzompantli comúnmente es traducido de diversas maneras tales como:” andamio de cráneos”, “altar de cráneos”, “hilera de cabezas” y “plataforma de calaveras”, a pesar de que, más que una traducción literal, es una transformación del término. La variedad de interpretaciones es reflejo de la falta de consenso en cuanto a lo que es el tzompantli, lo cual en cierta medida ha velado su verdadera función entre los nahuas antes de la conquista.
Se trata de una baja plataforma de piedra sobre la cual se levanta, un andamio o armazón de madera del cual generalmente cuelgan, perforados horizontal o verticalmente, cráneos o cabezas humanas, atravesadas por varas o delgados postes de madera. No obstante, la palabra se emplea para designar tanto huesos humanos ya sea un cráneo aislado o un grupo de restos óseos desarticulados como una o varias cabezas, o bien una plataforma o las huellas de los postes de un bastidor de madera que se piensa alguna vez sostuvo restos humanos.

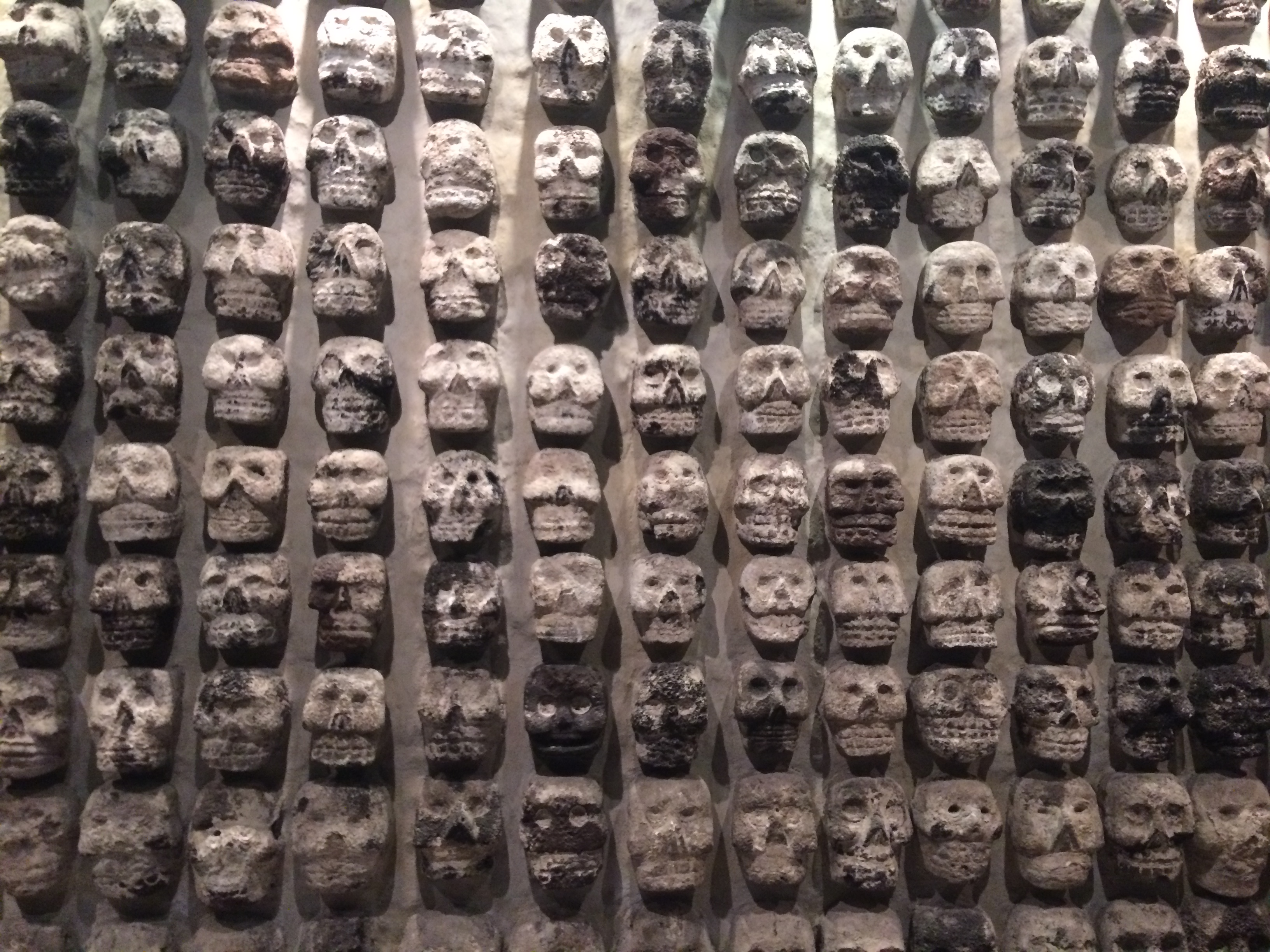
Tzompantli, Templo mayor, Ciudad de México

Durante la época prehispánica, el tzompantli tenía un uso y un significado claros, generalmente aceptados y registrados, aunque no plenamente conocidos. A su vez, en el transcurso de la conquista militar y a lo largo de los años de la evangelización, los europeos lo entendieron a partir de sus propias concepciones, ajenas al pensamiento indígena. Los conquistadores y los religiosos en sus crónicas interpretaron su función de manera variable. A pesar de que pronto comprenden que los restos humanos expuestos que ven son el resultado de los sacrificios que los indígenas hacían a sus dioses, algunos los explican cómo despojos de un acto de antropofagia; en tanto otros, lo perciben como un calvario, un cementerio o una sepultura. El tzompantli también fue visto como una reliquia de prisioneros de guerra, y como un trofeo de guerra.

## Tecóaque
Era una zona que se ubica, en el actual municipio de Calpulalpan, antiguamente estaba dentro del territorio de los tlaxcaltecas, en sus límites, sirviendo como frontera con el imperio Mexica.
Aquí se llevó a cabo una de las batallas decisivas que cambiaron el rumbo de la historia de México, ya que marca un fin de la historia prehispánica y el comienzo de la historia moderna.